# 西南区 (华盛顿哥伦比亚特区)

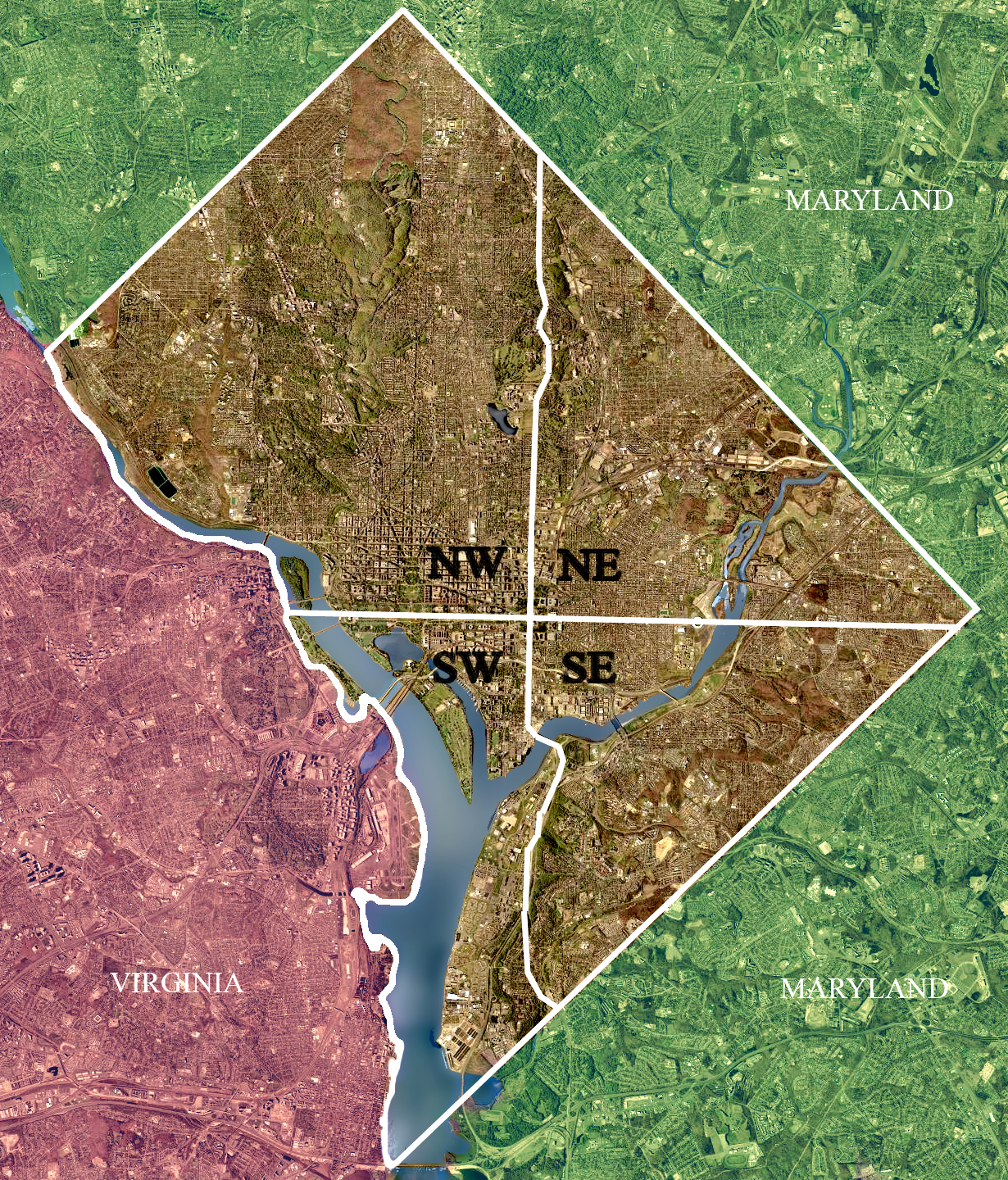

西南区（英語：Southwest）指美国首都华盛顿哥伦比亚特区的西南部，位于国家广场（National Mall）以南，南国会街（South Capitol Street）以西。这是该市四个象限中最小的一个。西南区是如此之小，以至于常常被当作一个社区（neighborhood），其实，西南区是包括5个社区。